# Брусница (Добој)
Брусница је насељено мјесто у граду Добој, Република Српска, БиХ. Према попису становништва из 1991. године, у насељу је живјело 256 становника.

## Историја
Насеље Брусница се до рата у Босни и Херцеговини (1992–1995) у цјелини налазило у саставу општине Маглај.

## Становништво
| Националност       | 2013. | 1991.        | 1981.        | 1971.        | 1961. | 1953. | 1948. |
| Срби               | –     | 252 (98,44%) | 287 (88,85%) | 312 (99,68%) | –     | –     | –     |
| Југословени        | –     | 3 (1,172%)   | 36 (11,15%)  | –            | –     | –     | –     |
| остали и непознато | –     | 1 (0,391%)   | –            | 1 (0,391%)   | –     | –     | –     |
| Укупно             | 5     | 256          | 323          | 313          | –     | –     | –     |

| Демографија | Демографија | Демографија |
| Година      | Становника  | Становника  |
| ----------- | ----------- | ----------- |
| 1971.       | 313         |             |
| 1981.       | 323         |             |
| 1991.       | 256         |             |
| 2013.       | 5           |             |